# 마틴 매커친
마틴 매커천(Martine McCutcheon, 1976년 5월 14일 ~ )은 잉글랜드의 가수, 배우이다.

## 출연 작품
- 버트램 호텔에서 (2007)
- 점프 (2007)
- 러브 액츄얼리 (2003)
- 스푹스 시즌1 (2002)
- 키스 키스 뱅뱅 (2000)
- 이스트엔더스 (1985)
- 더 빌 (1984)